# Церква святого священномученика Йосафата (Переволока)
Церква святого священномученика Йосафата в Переволоці — парафія і храм греко-католицької громади Бучацького деканату Бучацької єпархії Української греко-католицької церкви в селі Переволока Чортківського району Тернопільської области.

## Історія церкви
У селі діяли дві греко-католицькі церкви: Святої Тройці (1727) і святого великомученика Юрія Переможця (1895).
На початку 1990-х років парафію спіткали міжконфесійні непорозуміння. Греко-католицька громада, утворена в 1990 році, не отримала жодного з історичних храмів. Спочатку віряни збиралися для молитов у невеликій каплиці на околиці села. Згодом вони отримали приміщення, яке своїми зусиллями переобладнали на храм. 25 листопада 2007 року цю церкву освятив апостольський адміністратор Бучацької єпархії Димитрій Григорак.
Під час служіння отця Миколи Семенюка було збудовано нову церкву святого священномученика Йосафата, а також розписано храм святого Юрія.
Переволока була одним з осередків підпільної греко-католицької церкви. Багато осель парафіян служили «домашніми церквами» для таємних богослужінь.
При парафії діють: братства «Апостольство молитви» і «Біблійне коло», спільнота «Матері в молитві», Марійська дружина та Вівтарне братство.
На території парафії також є фігура Матері Божої і хрести місцевого значення.

## Парохи
- о. Іван Олесницький,
- о. Іван Жарий,
- о. Василь Лотощинський,
- о. Микола Семенюк (1932-1947),
- владика Павло Василик,
- о. Микола Сімкайло,
- о. Володимир Війтишин,
- о. Григорій Сімкайло,
- о. Тарас Сеньків,
- о. Іван Сеньків,
- о. Григорій Канак,
- о. Василь Деркач,
- о. Ярослав Зарубайло,
- о. Ігор Вовк (з 1998).